# Viorica Marcu
Viorica Marcu (n. 20 august 1955) este un deputat român, ales în 2012 din partea Partidului Național Liberal.